# ضد المسيح (فلم)
ضد المسيح (بالإنجليزية: Antichrist) هو فيلم تجريبي رعب دنماركي تم إنتاجه في سنة 2009 وهو من إخراج المخرج الدنماركي الشهير لارس فون ترايير وبطولة ويليم دافو وشارلوت غينسبور، يتحدث الفلم عن حبيبين فقدا طفلهما، وثم يدهبون إلى الغابة ويواجه الرجل رؤى عجيبة بينما تظهر عند المرأة سلوك جنسي عنيف جداً، الفلم كان من إنتاج دنماركي إشتركت 6 بلدان أوروبية مختلفة في إنتاجه وقد تم تصوير الفلم في السويد وألمانيا، وبعد عرض الفيلم في مهرجان كان السينمائي فازت غاينسبورغ بجائزة أفضل ممثلة، كما فاز بجائزة روبرت والمجلس النوردي السينمائي لأفضل فلم نوردي وفاز بجائزة أوروبا السينمائية لأفضل صناعة فيلم، وعلى الرغم من فوزه بجوائز كثيرة إلا أنه لاقى نقد كبير أيضاً.

## روابط خارجية
- مقالات تستعمل روابط فنية بلا صلة مع ويكي بيانات